# آنتونی موسه
آنتونی موسه (به انگلیسی: Anthony Mosse) (زادهٔ ۲۹ اکتبر ۱۹۶۴) شناگر اهل نیوزیلند است.